# Ногінськ-9
Но́гінськ-9 (рос. Ногинск-9) — селище у складі Богородського міського округу Московської області, Росія.
Селище засноване ще 1965 року, жителі враховувались спочатку до міста Ногінськ, потім безпосередньо до Ногінського району, 2010 року при перепису населення — до села Строминь.
2016 року селище офіційно отримало статус і тепер жителі мають власну приписку.